# Jules Massenet

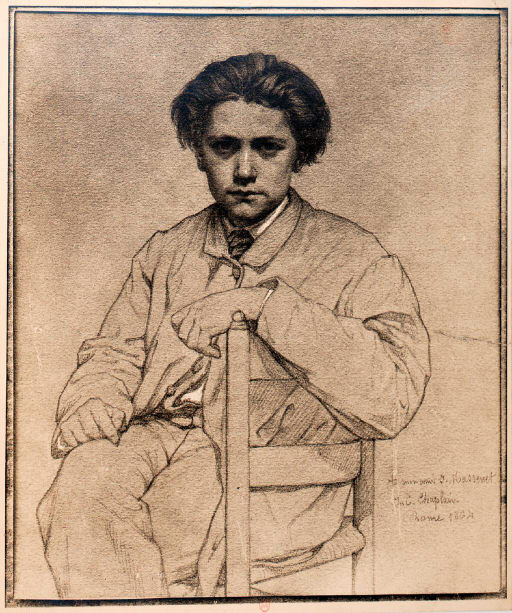
Jules Massenet door Jules-Clément Chaplain (1839-1909)

Jules Emile Frédéric Massenet (Montaud (sinds 1855 deel van Saint-Étienne), 12 mei 1842 — Parijs, 13 augustus 1912) was een Frans componist, pianist en muziekpedagoog. Massenet was de productiefste en artistiek zowel als commercieel succesrijkste Franse operacomponist tussen 1870/71 en de Eerste Wereldoorlog, de belle époque van de Derde Franse Republiek. In vier decennia schreef Massenet meer dan 30 opera's, waarvan er 25 werden opgevoerd.

## Levensloop
Massenet werd geboren in Montaud bij Saint-Étienne als jongste van elf kinderen in het gezin van Alexis Massenet (1788-1863) en Adélaïde Royer de Marancour (1809-1875). Zijn vader van oud-officier en had een bedrijf waar metalen werktuigen werden gemaakt. Alhoewel hij tien oudere broers en zussen had, nam zijn moeder, zelf een pianiste, de tijd om Jules pianoles te geven. In 1848 verhuisde het gezin naar Parijs.
Later studeerde hij solfège bij Augustin Savard, harmonie bij Napoléon-Henri Reber. Vanaf november 1861 studeerde hij compositie bij Ambroise Thomas en Charles Gounod.

### De instrumentale muziek
Aanvankelijk schreef Massenet piano- en orkestwerken. In 1861 publiceerde hij zijn Grande Fantaisie de concert sur le «Pardon de Ploërmel», de Giacomo Meyerbeer voor piano. De orkestwerken zijn meestal minder bekend dan zijn opera's. Hij schreef diverse composities voor orkest - waarvan zijn zeven suites, onder andere de Scènes Alsaciennes, Scènes Pittoresques, Scènes Napolitaines en de Scènes de Féerie, de bekendste zijn. Hij schreef in 1870 een symfonie en in 1903 een pianoconcert, helemaal in de traditie van de 19e eeuw.

### Pianoconcert in Es
Massenet ging op elfjarige leeftijd naar het Parijse Conservatoire National Supérieur de Musique en studeerde aanvankelijk piano bij Adolphe Laurent. Het conservatorium stond alom bekend om zijn uitstekende en progressieve piano-afdeling, opgericht door Louis Adam en zijn leerling Friedrich Kalkbrenner, die de zogenaamde ‘jeu perlé’ methode introduceerde: arm stil houden en pols- en vingertechniek ontwikkelen met als doel om mooi helder en vooral virtuoos passagewerk te krijgen. Het werd het handelsmerk van veel Franse pianomuziek: mooie heldere toon en kristalhelder passagewerk. De hoogtepunten van het 'jeu perlé' zijn Debussy en Ravel.
Het pianoconcert van Massenet past geheel in deze traditie. In 1859 sloot Massenet zijn conservatorium studie af met een eerste prijs. Een mooie carrière als concertpianist zat er echter niet in. Er was geen geld voor. Massenet trok in bij een van zijn getrouwde zussen en verdiende wat met pianolesjes en als slagwerker in het orkest van de Parijse opera. Door deze baan ontstond zijn voorliefde voor opera.
Hij ging terug naar het conservatorium om compositielessen te nemen bij François Bazin. Die schonk weinig aandacht aan hem en Massenet werd zo’n beetje het zwarte schaap van de klas. Achttien jaar later nam Massenet Bazins leerstoel op het conservatorium als ook zijn leerstoel op de Académie des Beaux-Arts over.
Massenets tweede poging om zich als musicus te vestigen had meer succes. Hij won de fel begeerde compositieprijs Prix de Rome in 1863. Dat betekende drie jaar op kosten van het Comité ongestoord werken in een villa van De Medici net buiten Rome. Een van de bezoekers in de Villa Medici was Liszt. Hij gaf daar vaak concerten. Massenet viel hem als getalenteerd pianist-componist op en hij stuurde Constance de Saint-Marie naar hem toe voor pianolessen. In 1866 trouwde Massenet met haar.
Gedurende de tijd dat hij in Rome was bestudeerde hij de pianowerken van Chopin, Beethoven en Bach, volgens hem de enige ware pianocomponisten.
Massenet zag zichzelf alleen maar als pianist, niet als componist. Toch begon hij met schetsen voor een pianoconcert. Heel opmerkelijk want zijn grote succes kwam als operacomponist.
De schetsen van het pianoconcert bleven op de plank liggen tot 1903, toen voltooide hij het werk binnen drie maanden. Daar tussen in liggen zijn belangrijke opera’s.
In het pianoconcert is de invloed van Liszt heel goed te horen, vooral in de opening van het werk en in het prachtige –ietwat overdreven- laatste (derde) deel. Het is wat dat betreft een mooie synthese van het Franse ‘jeu perlé’ en de bravoure van Liszt. Zijn pianoconcert wordt vrijwel nooit meer uitgevoerd. Er bestaan slechts twee cd opnames van, een van Aldo Ciccolini op EMI en een van Stephen Coombs op Hyperion.

### De vocale muziek
Verschillende oratoria ontstonden, voordat hij de muziekwereld begon te verblijden met opera's. In mei 1862 bood hij zijn eerste cantate Louise de Mézières aan het concours-Prix de Rome aan; hij ontving een eervolle vermelding en won een tweede prijs op het gebied van contrapunt en fuga. Hij won de Prix de Rome in 1863 met zijn cantate David Rizzio. Aan de prijs was een eenjarig verblijf in Italië verbonden (1864-1865). In deze tijd leerde hij Franz Liszt kennen.

### De opera's

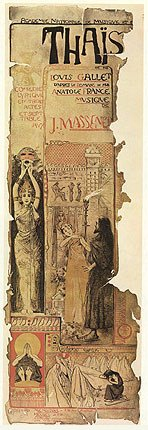
Het originele affiche voor Thaïs

Het grootste aandeel in het hele oeuvre van Massenet hebben de opera's. Hij gebruikte een lyrischer gehouden grondlaag in zijn muziektaal, die zich over de stapjes Le Roi de Lahore - Manon - Werther - Thaïs ontwikkelde, en die daarna geen diepingrijpende verandering meer onderging. Dit betekende echter geen uniformiteit - integendeel: Massenet reageerde op muzikale stromingen, maar hij absorbeerde ze eerder, dan dat hij zich aan hen overgaf. Zo beproefde hij in Le Roi de Lahore en Le Cid het Meyerbeerse-genre van de Grand opéra, maakte in Esclarmonde een eerbetoon aan Richard Wagner en nam in La Navarraise de stromingen van het muzikale Verismo op. In deze opera gunde hij de sopraanrol aan Emma Calvé.
Hij was veelzijdig, rijk aan nuances en wendingen en verhief die rijkdom tot zijn scheppende credo. Dat vindt ook zijn uitdrukking in de genreaanduidingen, die hij zijn opera's gaf: van Opéra comique en Opéra over Opéra romanesque, Drame lyrique, Épisode lyrique, Pièce lyrique, Conte lyrique tot Conte de fées, Miracle, Drame sacré, Comédie chantée, Drame musical, Comédie héroique tot Opéra légendaire.
Massenets neiging te variëren en te differentiëren toont zich in de details. In bijvoorbeeld Manon hanteert hij tussen de beide traditionele uitingsvormen van de Opéra comique, namelijk het spreken en zingen, een groot aantal overgangsvormen. Daarmee kondigt hij het dan in Werther gebruikte principe van het doorcomponeren aan. Hij eist een onophoudelijke wisseling van toonhoogte, stijl van voordracht en uitdrukking, die hij met honderden aanwijzingen voor intonatie, frasering, dynamiek, enzovoort, pijnlijk nauwkeurig documenteert en becommentarieert.
Heel belangrijk is in dit verband de behandeling en de betekenis van de taal in Massenets compositiestijl. Om zijn muziek zo goed mogelijk in overeenstemming met de taal te brengen, leerde Massenet vóór het componeren altijd de tekst van de libretto's van buiten. De muzikale finesses plooiden zich naar het Franse idioom. Ook als hij geen grote vriend van veeleisende libretti was, ging het hem toch altijd om de theatrale effectvolle beschrijvingen in muziek van de - bij voorkeur instabiele - toestand van de zielen. Soms wist hij de aria's in finesse door de recitatief-dialogische passages te overtreffen - een kernargument tegen het verwijt dat Massenet een "puur melodicus" was. Dat hij altijd dicht bij de taal bleef, is mede verantwoordelijk voor de zwevende kwaliteit van de muziek, voor haar lyrisme, die de dragende kracht werd voor de muzikale Feminité.

## Stijl
Een altijd aanwezige karakteristiek van de componeerstijl van Massenet is zijn raffinement en zijn delicatesse, zijn subtiel spel met tempo en klankkleur. Maar daarin ligt ook het gevaar voor de uitvoerenden: wie uitsluitend de noten naspeelt, haalt er niet meer uit dan schrale klanken. Een niet sensibel genoeg aanvoelen van de muziek betekent onvermijdelijk dat de gevoeligheid, de fragiliteit en de transparantie wegvallen en gekunsteldheid en nadrukkelijkheid overblijven.

## De muziekpedagoog
Van 1 oktober 1878 tot 1896 doceerde Massenet compositie aan het Conservatoire de Paris. Tot zijn bekende leerlingen behoorden Gabriel Pierné, Georges Marty, Paul Vidal, Xavier Leroux, Gustave Charpentier, Henri Rabaud, Max d'Ollone, Gabriel Dupont, Albéric Magnard, Henry Février en Florent Schmitt.

## Laatste levensjaren

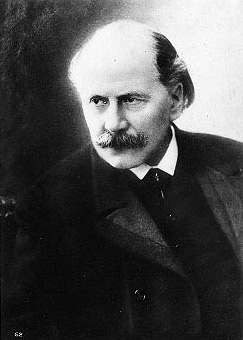
Massenet rond 1910

In 1879 maakte hij reizen naar Boedapest, Milaan, Londen, München, Buenos Aires, Rio de Janeiro en Praag. In 1895 werd hij tot Commandeur de la Légion d'Honneur benoemd. In 1910 werd hij president van het Institut de France.
Jules Massenet overleed op 70-jarige leeftijd in Parijs.
Massenets reputatie in Frankrijk werd na zijn overlijden door zijn leerlingen Alfred Bruneau, Gabriel Pierné, Gustave Charpentier, Henri Rabaud en Reynaldo Hahn levend gehouden, alsook door zijn componistencollega's Francis Poulenc en Claude Debussy, die liefdevol werken aan hem opgedragen hebben. In Duitsland werd een oorspronkelijk door Debussy positief bedoeld - indirect tegen Wagner gericht - oordeel in het negatieve getrokken, namelijk: "Massenet heeft het ware doel van de muziek verstaan. Men moet de muziek van alle geleerde bombast bevrijden. De muziek moet met bescheidenheid pogen vreugde te verbreiden." In deze zin, zag Debussy het echte talent van Massenet.

## Composities

### Werken voor orkest
- 1863 Ouverture en sol, voor orkest
- 1866 Pompeîa, symfonische suite
- 1866 Le Retour d'une caravanne, symfonisch gedicht
- 1867 Première suite d'orchestre, in 4 delen, op. 13
- 1870 Symfonie
- 1870 Scènes hongroises, 2e suite voor orkest
- 1874 Ouverture de "Phèdre"
- 1874 Scènes dramatiques, 3e suite voor orkest
- 1874 Scènes Pittoresques 4e suite voor orkest
- 1876 Scènes Napolitaines, 5e suite voor orkest
- 1881 Scènes de Féerie, 6e suite voor orkest
- 1881 Scènes Alsaciennes, 7e suite voor orkest
- 1883 Elegia, ter gelegenheid van het overlijden van Richard Wagner
- 1891 Visions, symfonisch gedicht
- 1897 Fantaisie, voor cello en orkest
- 1900 Brumaire, ouverture voor orkest
- 1903 Concerto in Es-groot, voor piano en orkest
  1. Andante moderato - Allegro non troppo (cadenza)
  2. Largo
  3. Airs slovaques: Allegro - Allegro maestoso - Allegro molto animato
- 1910 La Nef Triomphale, symfonische ode ter gelegenheid van de opening van Musée Océanographique de Monaco in Monaco en opgedragen aan de prins Albert I van Monaco
- 1915 Rapsodia satanica, uit de film Alfa
- Les Erinnyes, symfonisch gedicht naar het schouwspel van Leconte de Lisle

### Werken voor harmonieorkest
- 1e Suite d'orchestre, bewerking door Eustace
- Andante religioso, bewerking door Wil van der Beek
- Le Cid, bewerking door Lawrence Odom
- Les Erinnyes, suite bewerking door Arie den Arend
- Ouverture "Phèdre", bewerking door Daniël Bolten voorzien van een opdracht door de componist
- Ouverture "Phèdre", bewerking door Lucien Cailliet
- Roi de Lahore, bewerking door Dureau
- Scènes Alsaciennes, bewerking door Gerard Boedijn
- Scènes Alsaciennes, bewerking door Daniël Bolten voorzien van een opdracht door de componist
- Scènes Napolitaines, bewerking door Paul Despray
- Scènes Pittoresques, bewerking door Millet
- Scènes Pittoresques, bewerking door Daniël Bolten voorzien van een opdracht door de componist
- Scènes Pittoresques, bewerking door Willem van Erp
- Scènes Pittoresques, bewerking door Bernard Rehl

### Missen, oratoria, cantates en motetten
- 1862 Louise de Mézières, cantate
- 1863 David Rizzio, cantate voor solisten, gemengd koor en orkest
- 1864 Messe
- 1864 Requiem
- 1867 Paix et Liberté, cantate
- 1871 Marie-Magdeleine, (Drame sacré en 4 actes) oratorium voor solisten, gemengd koor en orkest - tekst: Louis Gallet - première: 11 april 1873, Parijs
- 1874 Eve, (Mystère en 4 parties) oratorium in 4 delen - tekst: Louis Gallet
- 1878 La Vierge, (Légende sacrée en 4 scènes) oratorium voor solisten, gemengd koor en orkest - tekst: GrandMougin
- 1884 Apollo's Invocation, cantate
- 1897-1899 La terre promise, oratorium in 3 delen - tekst: van de componist, naar de Vulgaat, première: 15 maart 1900, Parijs, Église Saint-Eustache
- Ave Maris Stella, motet voor 2 stemmen en cello ad libitum
- Cantate à la mémoire du Bienheureux Jean-Gabriel Perboyre, voor vier gelijke stemmen

### Muziektheater

#### Opera's
| Voltooid in        | titel                                                                      | aktes                  | première | libretto |
| ------------------ | -------------------------------------------------------------------------- | ---------------------- | --- | --- |
| 1865               | Esmerelda                                                                  |                        | onvoltooid | naar Victor Hugo, «Notre-Dame de Paris» |
| 1865               | Noureddin                                                                  |                        | | |
| 1865               | Valéria                                                                    |                        | onvoltooid | |
| 1866               | La Coupe du roi de Thulé                                                   | 3 aktes                | niet uitgevoerd | Édouard Blau en Louis Gallet |
| 1866               | La Grand' Tante                                                            | 1 akte                 | 3 april 1867, Parijs, Opéra Comique | Jules Adenis en Charles Granvallet |
| 1867-1868          | Le Florentin                                                               |                        | | Jules-Henri Vernoy de Saint-Georges |
| 1869               | Manfred                                                                    |                        | onvoltooid | Jules Ruelle, naar Lord George Gordon Byron |
| 1870               | Méduse                                                                     | 3 aktes                | | Michel Carré |
| 1871-1877          | Le Roi de Lahore                                                           | 5 aktes                | 27 april 1877, Praijs, Opéra Garnier                                                                                                   | Louis Gallet |
| 1872 rev.1888      | Don César de Bazan                                                         | 3 aktes                | 30 november 1872, Parijs, Opéra Comique; gereviseerde versie: 20 januari 1888, Genève                                                  | Adolphe Philippe d'Ennery (eigenlijk: Adolphe Philipp), Philippe François Pinel Dumanoir en Jules Chantepie, naar Victor Hugo, «Ruy Blas»                                |
| 1875               | Les Templiers                                                              |                        | onvoltooid | |
| 1876               | Bérangère et Anatole                                                       | 1 akte                 | februari 1876, Parijs, Cerce de l'Union artistique                                                                                     | Henri Meilhac en Paul Poirson |
| 1879-1881 rev.1884 | Hérodiade; rev. als: Erodiade                                              | 3 aktes; rev.: 4 aktes | 19 december 1881, Brussel, Koninklijke Muntschouwburg (Théâtre de la Monnaie); rev. versie: 1 februari 1884, Parijs, Théâtre Italienne | Paul Milliet, Henri Grémont (eigenlijk: Georges Hartmann), naar Gustave Flaubert, «Hérodias, Nr. 3 der Trois Contes»                                                     |
| 1880               | Robert de France                                                           |                        | onvoltooid | |
| 1881               | Les Girondins                                                              |                        | onvoltooid | |
| 1881-1884          | Manon                                                                      | 5 aktes                | 19 januari 1884, Parijs, Opéra Comique                                                                                                 | Henri Meilhac en Philippe Gille, naar Antoine-François Prévost d'Exiles, «L'histoire du chevalier Des Grieux et de Manon Lescaut»                                        |
| 1882-1883          | Montalte ou Sixte-quint                                                    | 3 aktes                | | |
| 1883-1885          | Le Cid                                                                     | 4 aktes                | 30 november 1885, Parijs, Opéra Garnier                                                                                                | Adolphe Philippe d'Ennery, Louis Gallet en Édouard Blau, naar Pierre Corneille                                                                                           |
| 1885-1892          | Werther                                                                    | 4 aktes                | 16 februari 1892, Wenen, Hofopera (Duitse vertaling: Max Kalbeck); Franse vertaling: 16 januari 1893, Parijs, Opéra Comique            | Édouard Blau, Paul Milliet en Georges Hartmann, naar Johann Wolfgang von Goethe, «Die Leiden des jungen Werthers»                                                        |
| 1887-1889          | Esclarmonde                                                                | 4 aktes                | 15 mei 1889, Parijs, Opéra Comique | Alfred Blau en Louis-Ferdinand de Gramont |
| 1888-1891          | Le Mage                                                                    | 5 aktes                | 16 maart 1891, Parijs, Opéra Garnier                                                                                                   | Jean Richepin |
| 1891-1910          | Amadis                                                                     | 4 aktes                | 1 april 1922, Monte-Carlo, Opéra | Jules Clarétie (eigenlijk: Arsène-Jules Arnaud) |
| 1892-1894          | Thaïs                                                                      | 3 aktes                | 16 maart 1894, Parijs, Opéra Garnier; rev. versie: 13 april 1898, Parijs, Opéra Comique                                                | Louis Gallet, naar de gelijknamige roman van Anatole France |
| 1893-1894          | La Navarraise                                                              | 2 aktes                | 20 juni 1894, Londen, Royal Opera House Covent Garden                                                                                  | Jules Clarétie en Henri Cain, naar Clarétie, «La Cigarette» |
| 1893-1894          | Le Portrait de Manon                                                       | 1 akte                 | 8 mei 1894, Parijs, Opéra Comique | Georges Boyer |
| 1893               | Kassya; completeerde en georkestreerde versie van de opera van Leo Delibes |                        | 24 maart 1893, Parijs, Opéra Comique                                                                                                   | |
| 1895-1897          | Sapho                                                                      | 5 aktes                | 27 november 1897, Parijs, Opéra Comique; rev. versie: 22 januari 1909, Parijs, Opéra Comique                                           | Henri Cain en Arthur Bernède, naar Alphonse Daudet |
| 1895-1897          | Cendrillon                                                                 | 4 aktes                | 24 mei 1899, Parijs, Opéra Comique | Henri Cain, naar Charles Perrault, «Cendrillon ou La Petite Pantoufle»                                                                                                   |
| 1898-1901          | Grisélidis                                                                 | 3 aktes                | 20 november 1901, Parijs, Opéra Comique                                                                                                | Armand Silvestre en Eugène Morand |
| 1899               | La Fille de Jephté                                                         |                        | onvoltooid | |
| 1900-1902          | Le Jongleur de Notre-Dame                                                  | 3 aktes                | 18 februari 1902, Monte Carlo, Opéra                                                                                                   | Maurice Léna, naar Anatole France, «L'Etui de nacre» |
| 1902-1905          | Chérubin                                                                   | 3 aktes                | 14 februari 1905, Monte Carlo, Opéra                                                                                                   | François de Croisset en Henri Cain |
| 1903               | Marie-Magdeleine; gereviseerde versie van het gelijknamige oratorium       |                        | 9 februari 1903, Nice, Opéra | |
| 1905-1906          | Ariane                                                                     | 5 aktes                | 31 oktober 1906, Parijs, Opéra Garnier; 23 november 1907, Brussel; 19 december 1907, Turijn;                                           | Catulle Mendès |
| 1905-1907          | Thérèse                                                                    | 2 aktes                | 7 februari 1907, Monte Carlo, Opéra | Jules Claretie |
| 1907-1909          | Bacchus                                                                    | 4 aktes                | 5 mei 1909, Parijs, Opéra Garnier | Catulle Mendès |
| 1908-1910          | Don Quichotte                                                              | 5 aktes                | 19 februari 1910, Monte Carlo, Opéra                                                                                                   | Henri Cain, naar Jacques Le Lorrain, «Le Chevalier de la longue figure»                                                                                                  |
| 1910-1912          | Roma                                                                       | 5 aktes                | 17 februari 1912, Monte Carlo, Opéra                                                                                                   | Henri Cain, naar A. Parodi, «Roma vaincue» |
| 1910-1912          | Panurge                                                                    | 3 aktes                | 25 april 1913, Parijs, Théâtre de la Gaîté                                                                                             | Maurice Boukay (eigenlijk: L. Coybal) en Georges Spitzmüller, naar François Rabelais, «La Vie inestimable de Gargantua» en «Faits et dits héroïques du grand Pantagruel» |
| 1911-1912          | Cléopâtre                                                                  | 4 aktes                | 23 februari 1914, Monte Carlo, Opéra                                                                                                   | Louis Payen (eigenlijk: A. Liénard) |

#### Operettes
| Voltooid in | titel                    | aktes  | première                                    | libretto     |
| ----------- | ------------------------ | ------ | ------------------------------------------- | ------------ |
|             | L'Ecureuil du déshonneur |        | niet uitgevoerd                             |              |
| 1859        | Les deux boursiers       |        |                                             |              |
| 1873        | L'Adorable Bel'-Boul     | 1 akte | 17 april 1873, Parijs, Cercle des Mirlitons | Louis Gallet |

#### Balletten
| Voltooid in | titel       | aktes | première                               | libretto                       | choreografie |
| ----------- | ----------- | ----- | -------------------------------------- | ------------------------------ | ------------ |
| 1892        | Le Carillon |       | 21 februari 1892, Wenen, Staatsopera   | Ernest van Dyck en C. de Rodaz |              |
| 1904        | La Cigale   |       | 4 februari 1904, Parijs, Opéra Comique | Henri Cain                     |              |
| 1908        | Espada      |       | 13 februari 1908, Monte-Carlo          | R. Maugars                     |              |

### Werken voor koren
- 1866 Une noce flamande, voor gemengd koor en orkest - tekst: naar een gedicht van G. Chouquet
- Suite parnassienne, muzikale fresque in 4 delen voor spreker, gemengd koor en orkest - tekst: M. Léna
- Suite théâtrale, voor spreker, zang en orkest - tekst: M. Léna

### Vocale muziek
- 1866 Poême d'Avril, cyclus voor zang en piano, op.14, - tekst: naar gedichten van Armand Silvestre
- 1866 Alleluja, voor 4 stemmen a capella
- 1867 Poème du Souvenir, zangcyclus
- 1880 Souvenez-vous Marie, voor solisten, gemengd koor en orkest - tekst: Georges Boyer
- À Colombine, voor zang en piano
- Amours bénis, voor zang en piano
- Biblis, voor solisten, gemengd koor en orkest
- Élégie, voor mezzosopraan (of bariton) en cello (of viool)
- Narcisse, idylle antique voor tenor en orkest
- Nuit d'Espagne, voor zang en piano
- Oh! si les fleurs avaient des yeux, voor zang en piano
- Poème d'octobre, zangcyclus
- Poème d'amour, zangcyclus
- Poème d'hiver, zangcyclus
- Poème d'un soir, zangcyclus
- Si tu veux mignonne, voor zang en piano
- Soleil couchant, voor zang en piano
- Souvenir de Venise, voor zang en piano

### Kamermuziek
- Tristesse de Dulcinée, voor cello en piano

### Werken voor piano
- Année Passée
- Dix Pièces de genre, op. 10
  1. Nocturne
  2. Marche
  3. Barcarolle
  4. Rigodon
  5. Elégie jouée par les Erynnyes
  6. Saltarello
  7. Vieille chanson
  8. Légende
  9. Fughetta
  10. Carillon
- Eau courante
- Eau dormante
- Papillons blancs
- Papillons noirs
- Première Suite, voor piano vierhandig, op. 11
- Valse lente

## Publicaties
- Jean-Christophe Branger: Manon, de Jules Massenet ou le crépuscule de l'opéra comique, éditions Serpenoise, 2000.
- Actes de colloque, Le livret d'opéra au temps de Massenet, Presses universitaires de Saint-Étienne, 2002.
- Anne Massenet: Jules Massenet en toutes lettres - biographie réalisée à partir de lettres familiales inédites, De Fallois, 2001
- Jules Massenet: Mes Souvenirs, Paris, 1912, réédition, 2006.
- Brigitte Olivier: J. Massenet : itinéraires pour un théâtre musical, Actes Sud, 1996